# Gareth Taylor
Gareth Taylor (ur. 25 lutego 1973) – walijski piłkarz występujący na pozycji napastnika. Obecnie jest trenerem w Manchesterze City.